# Pascoea mimica
Pascoea mimica là một loài bọ cánh cứng trong họ Cerambycidae.